# Papa Don’t Preach
Papa Don’t Preach ist ein Lied von Madonna aus dem Jahr 1986, das von ihr und Brian Elliot geschrieben wurde. Es erschien auf dem Album True Blue.

## Geschichte
Die Aufnahmen fanden im Herbst 1985 statt. Das Lied handelt von einer schwangeren Teenagerin, die gegen den Willen ihres Vaters und ihrer Freunde weder eine Abtreibung durchführen noch das Kind zur Adoption freigeben möchte.
Elliot schrieb zunächst eine Rohfassung des Songs, und nach Madonnas Bearbeitung erhielt das Stück eine Handlung. Beim Schreiben der ersten Fassung ließ sich Elliot von einigen Schülerinnen der North Hollywood High School in Los Angeles inspirieren, vor allem von denen, die bereits als Teenager schwanger wurden. Am offenen Fenster seines Studios bekam Elliot verschiedene Diskussionen und Meinungen über Teenagerschwangerschaften von Schülerinnen der nahe gelegenen High School mit. 2009 befragte die Musikzeitschrift Rolling Stone Madonna, weswegen der Titel Papa Don't Preach ausgewählt wurde.

„[Das Lied] passt sehr gut zu mir […], ich verbinde es mit der Katholischen Kirche und meinem Vater mit seiner konservativen Art. […] Zu 'Papa Don't Preach' gab es sehr viele Meinungen – jeder interpretierte das Lied anders, und das war super. So fragt sich jeder, ist das Lied für eine Teenagerschwangerschaft oder doch eher für eine Abtreibung etc.“

Der Song beginnt mit einem Streicherintro. Im Folgenden sind Rhythmus-, Akustik- und E-Gitarren, Keyboard, Drumcomputer und Streichinstrumente zu hören, das Tempo ist 116 BPM. Die Tonart ist F-Moll. Das Intro ist angelehnt an die Musik Beethovens. Das Stück belegte Platz eins der Singlecharts in den Vereinigten Staaten und Großbritannien.

## Musikvideo
Beim Musikvideo führte James Foley Regie, der auch die Regie zu den Videos zu Live to Tell und True Blue übernahm. Für die Kameraarbeit zeichnete Michael Ballhaus verantwortlich.
Im Video spielt Madonna einen Tomboy; sie trägt eine Jeans, eine schwarze Lederjacke und ein T-Shirt mit der Aufschrift „Italians Do It Better“ („Italiener können es besser“). Zu Beginn des Videos sieht man die Skyline von New York City, es folgten Kindheitsaufnahmen mit ihrem Vater, der von Danny Aiello dargestellt wird. Sie erblickt einen Mann, dargestellt von Alex McArthur, und verliebt sich in ihn. Beim Refrain tanzt sie in einem dunklen Raum in schwarzen halblangen Hosen und einem Bustier im Stil der 50er Jahre. Um ihren Freund zu besuchen, folgt sie ihm zu seinem Arbeitsplatz, wo er als Automechaniker arbeitet, und beide verleben nach der Arbeit einen Abend zu zweit. Nach dem Date findet sie heraus, dass sie schwanger ist und sagt dies nach langem Zögern ihrem Vater. Danach folgt ein Streit; am Ende versöhnen sich Madonna und ihr Vater.
Das Video wurde bei den MTV Video Music Awards 1987 mit einem Award in der Kategorie Best Female Video ausgezeichnet.

## Chartplatzierungen
| ChartsChartplatzierungen       | Höchstplatzierung | Wochen/ Monate |
| ------------------------------ | ----------------- | -------------- |
| Deutschland (GfK)              | 2 (17 Wo.)        | 17 Wo.         |
| Österreich (Ö3)                | 4 (3,5 Mt.)       | 3,5 Mt.        |
| Schweiz (IFPI)                 | 2 (13 Wo.)        | 13 Wo.         |
| Vereinigte Staaten (Billboard) | 1 (18 Wo.)        | 18 Wo.         |
| Vereinigtes Königreich (OCC)   | 1 (15 Wo.)        | 15 Wo.         |

| ChartsJahrescharts (1986)      | Platzierung |
| ------------------------------ | ----------- |
| Deutschland (GfK)              | 18          |
| Österreich (Ö3)                | 21          |
| Schweiz (IFPI)                 | 14          |
| Vereinigte Staaten (Billboard) | 29          |

## Auszeichnungen für Musikverkäufe
| Land/Region                  | Auszeichnungen für Musikverkäufe (Land/Region, Auszeichnung, Verkäufe) | Verkäufe  |
| ---------------------------- | ---------------------------------------------------------------------- | --------- |
| Australien (ARIA)            | Gold                                                                   | 35.000    |
| Belgien (BRMA)               | Gold                                                                   | 100.000   |
| Frankreich (SNEP)            | Silber                                                                 | 250.000   |
| Vereinigte Staaten (RIAA)    | Platin                                                                 | 1.000.000 |
| Vereinigtes Königreich (BPI) | Gold                                                                   | 651.000   |
| Insgesamt                    | 1× Silber · 3× Gold · 1× Platin ·                                      | 2.036.000 |

Hauptartikel: Madonna (Künstlerin)/Auszeichnungen für Musikverkäufe

## Coverversionen
- 1986: Weird Al Yankovic (Polka Party)
- 1999: Ten Masked Men
- 2002: Kelly Osbourne
- 2002: Mad’House
- 2003: Alisha
- 2004: Mario Winans
- 2009: Glee